# Exército do Sul do Líbano
O Exército do Sul do Líbano (ESL; em árabe: جيش لبنان الجنوبي, transl. Lubnān Jaysh al - Janūbi; em hebraico: צבא דרום לבנון, צד "ל, transl. Tzvá Dróm Levanón, ou apenas Tzadál) foi uma milícia cristã libanesa criada durante a Guerra Civil do Líbano. Após 1979, as milícias operavam sob a autoridade de Saad Haddad no governo do Líbano Livre. A ESL foi apoiado por Israel durante os conflitos no sul do Líbano, de 1978 a 2000, contra a OLP e o Hezbollah.

## História
Em 1976, como resultado da guerra civil, o exército libanês começou a se dividir. O major Saad Haddad, comandante de um batalhão do exército no sul, rompeu com o exército libanês e fundou um grupo conhecido como Exército do Sul do Líbano. Esta milícia foi inicialmente baseada nas cidades de Marjayoun e Qlayaa, no sul do Líbano e era essencialmente constituída por cristãos libaneses que lutavam contra vários grupos, entre os quais a Organização para a Libertação da Palestina, o Movimento Amal e, após a invasão israelense de 1982, o recém-fundado Hezbollah. Apesar do grupo não estar mais sob o controle direto do exército libanês a partir de 1976 a 1979, os seus membros eram ainda pagos como soldados por parte do governo libanês.
A incursão israelense no Líbano em 1978 permitiu ao Exército do Líbano Livre controlar uma área muito ampla no sul do Líbano. Em 18 de abril de 1979, Haddad proclamou a área invadida pelos israelenses como "Líbano Livre e Independente". No dia seguinte, ele foi chamado de traidor pelo governo libanês e oficialmente demitido do Exército libanês. O Exército Líbano do Líbano foi renomeado para Exército do Sul do Líbano em maio de 1980. Após a morte de Haddad devido a cancro em 1984, Antoine Lahad (um tenente-general aposentado) tornou-se o novo líder do ESL. O ESL era composto por cristãos, xiitas e drusos das áreas por ele controladas, mas os oficiais eram majoritariamente cristãos. Após 1980, a força militar do ESL buscou agregar mais xiitas em sua composição.
O ESL esteve intimamente ligado a Israel. Deu apoio às forças israelitas na luta contra a OLP no sul do Líbano até a invasão israelense ao Líbano em 1982. Depois disso, a milícia cristã-libanesa apoiou os israelenses principalmente na luta contra guerrilhas libanesa lideradas pelo Hezbollah até 2000 na "zona de segurança", uma área de 1.200 km² ao sul do Líbano mantida sob ocupação israelense após a retirada parcial das tropas em 1985, com o propósito de formar um "cordão de segurança" que impedisse ataques ao norte israelense. Em troca, Israel forneceu armas, uniformes, equipamentos e logística ao ESL.